# Martin Henkel (Autor)
Martin Henkel (* 11. Juli 1943 in Marburg; † 13. August 2021) war ein deutscher Sozialwissenschaftler und Autor.

## Leben und Werk
Martin Henkel wurde 1943 in Marburg geboren. Nach dem Abitur studierte er evangelische Theologie und Sozialwissenschaften und promovierte 1980. Er veröffentlichte Werke zur Sozialgeschichte, Frauenbewegung und Kommunikationstheorie sowie mit BLUFF auch mare ignorantiae eine Studie zu Arno Schmidt, über die der Spiegel schrieb: „Der Bochumer Soziologe Martin Henkel, 49, enttarnt den angeblich universal gebildeten Heidebewohner aus Bargfeld bei Celle als intellektuellen Schaumschläger.“ Viele seiner Werke veröffentlichte er zusammen mit Rolf Taubert.

## Werke
- Das Weib im Conflict mit den socialen Verhältnissen – Mathilde Franziska Anneke und die erste deutsche Frauenzeitung (zusammen mit Rolf Taubert), Verlag Edition Égalité, Bochum, 1976, ISBN 3-88153-001-0
- Wir sind die junge Garde des Sekretariats: Bürokratie und Basis in der Sozialistischen Jugend Deutschlands Die Falken, Verlag Edition Égalité, Bochum, 1976, ISBN 3-88153-000-2
- Maschinenstürmer. Ein Kapitel aus der Sozialgeschichte des technischen Fortschritts (zusammen mit Rolf Taubert), Syndikat Verlag, Frankfurt am Main, 1979, ISBN 3-8108-0119-4
- Die deutsche Presse 1848–1850: eine Bibliographie (zusammen mit Rolf Taubert), Saur Verlag, München, New York, London, Paris, 1986, ISBN 3-598-21626-2
- Narziss und Goldstein: Abschliessendes zur Bhagwan-Affäre, Stroemfeld/Roter Stern, Basel, Frankfurt am Main, 1986, ISBN 3-87877-264-5
- Zunftmissbräuche: „Arbeiterbewegung“ im Merkantilismus, Campus Verlag, Frankfurt am Main, New York, 1989, ISBN 3-593-34059-3
- Versteh mich bitte falsch!: Zum Verständnis des Verstehens (zusammen mit Rolf Taubert), Haffmans Verlag, Zürich, 1991, ISBN 3-251-01111-1
- Mitarbeiter beurteilen und fördern: Personalbeurteilung im Zielkonflikt des öffentlichen Dienstes (zusammen mit Rolf Taubert), Brockmeyer Verlag, Bochum, 1992, ISBN 3-8196-0004-3
- BLUFF auch mare ignorantiae oder: des king!s neue Kleider: eine Studie zu Wesen, Werk und Wirkung Arno Schmidts, Kellner Verlag, Hamburg, 1992, ISBN 3-927623-27-X
- Chaos? – In Ordnung!: Führen in komplexen Systemen; ein Mitdenkbuch für Führungskräfte, Raabe Verlag, Stuttgart, Berlin, Budapest, Bonn, Düsseldorf, Heidelberg, Prag, Wien, 1996, ISBN 3-88649-186-2 (Auf dem Titelblatt wird der Autor irrtümlich als Herausgeber bezeichnet.)
- Seele auf Sendung: die Tricks der Talkshow-Tröster Hans Meiser, Ilona Christen und Jürgen Fliege, Argon Verlag, Berlin, 1998, ISBN 3-87024-459-3